# リヴァロ
リヴァロ （フランス語: Livarot）は、フランスノルマンディー地方、カルヴァドス県とオルヌ県の一部で生産される、牛乳を原料としたウォッシュタイプのチーズ。名称は同名のコミューンの名前、リヴァロ (fr:Livarot) に由来する。
一般に臭いが強いとされるウォッシュチーズの中では食べやすい部類ではあるがやはり刺激臭を発する。
食べごろは熟成のピークを迎える 5 - 6週間もの。弾力のある食感と側面の帯が特徴で、帯は型崩れを防ぐために 5本側面に巻いてあり、この本数が陸軍大佐の階級章と同等なために「大佐 (colonel) 」の愛称でも呼ばれる。帯の材質はイグサ、ヤナギまたは紙製である。この帯の役割は現代においてはもはや当初の目的よりも見た目の特徴づけという目的に変化している。

## 歴史
いつごろ生産が開始されたかは定かではないが、発祥は恐らく中世の後期であろうと漠然と考えられており、少なくとも17世紀末にはパリでも食されていた。1708年の辞書にも収録された。評価されるのは19世紀で、ノルマンディー産チーズの中では「随一」と評されるようになったが、後に知名度でカマンベールチーズに劣るようになった。
当初は農家で細々と作っていたが、業者が参入し鉄道網による広域流通とあわせフランス各地へ出荷されることになった。1877年には200の業者と450万個の生産量を数え、1880年代には2,200トンの年間生産量であった。20世紀に入ると農家は牛乳の提供のみを行うようになり、チーズの生産自体は業者の手に完全に移行した。
1975年にはAOCの認定を受けた。
2011年現在の年間生産量は約 1,300トンで、製造は5つの生産組合で行われるようになっている（前出のカマンベールは約 11,000トン）。

## サイズと重量
文献 (日仏料理協会 2007, p. 710) による分類と名称、サイズを下表にまとめる。高さは 4 - 5センチメートルで共通している。重量は乾燥成分（水分を除いた残りの成分量）を文献 (本間, 増井 & 山田 2009, p. 99) より示す。ちなみに総量としての重量はグラン・リヴァロで約450グラム (日仏料理協会 2007, p. 710)。
| 名称                                          | 直径   | 高さ    | 乾燥成分 | 備考                        |
| --------------------------------------------- | ------ | ------- | -------- | --------------------------- |
| グラン・リヴァロ grand livarot                | 20cm   | 4 - 5cm | 230g以上 | グランは「大」の意          |
| トロワ＝カール・リヴァロ trois-quarts livarot | 10.6cm | 同上    | 135g以上 | トロワ＝カールは「3/4」の意 |
| プティ・リヴァロ petit livarot                | 9cm    | 同上    | 120g以上 | プティは「小」の意          |
| カール・リヴァロ quarts livarot               | 7cm    | 同上    | 60g以上  | カールは「1/4」の意         |

※ 表中の cm はセンチメートル、g はグラムを表す。